# Škoda Octavia II
| Sterne im Euro NCAP-Crashtest |

Der Škoda Octavia II ist die zweite Generation des Octavia und wurde im Februar 2004 eingeführt. Er basierte auf der Plattform PQ35 des Volkswagen-Konzerns, auf der unter anderem auch Audi A3 8P, Seat Leon II und Seat Altea sowie VW Golf V, VW Golf VI, VW Golf Plus und VW Touran I aufbauten. Das Kraftfahrt-Bundesamt ordnet den Octavia in die Kompaktklasse ein, die Fachpresse hingegen führt ihn mitunter in der Mittelklasse.
Neben einer neuen Motorenpalette unterscheiden ihn Karosserieänderungen sowie mehr Beinfreiheit im Fond und erhöhte Bodenfreiheit bei Vorderwagen und Heck von seinem Vorgängermodell Octavia I.
2006 gewann der Octavia Combi den red dot design award in der Kategorie Produktdesign. Produziert wurde der Octavia in Europa in den Werken Mladá Boleslav und Vrchlabí in Tschechien und von 2008 bis 2010 auch in Bratislava in der Slowakei. In China, Russland und Indien wurde er, nur für den dortigen Markt angepasst, produziert.
In Indien wurde die zweite Generation des Octavia als Laura vermarktet, um ihn von der ersten Generation zu unterscheiden. In Österreich gibt es wiederum eine Lieferwagenversion namens Praktik.
Das Kofferraumvolumen beträgt beim Combi 580 Liter (1630 Liter bei umgeklappter Rückbank) und bei der Limousine 560 Liter (1430 Liter bei umgeklappter Rückbank).

## Modellgeschichte
- 02.2004: Einführung der Octavia II als Limousine
- 01.2005: Einführung des Combi
- 05.2006: Das ESP wird um die Funktion Dynamic Steering Control erweitert. Des Weiteren wird die Aufpreisliste um die Berganfahrhilfe (Hill Hold Control) ergänzt. Der vormals 55 kW 1,4-16V-Benziner leistet nun 59 kW.
- 08.2006: Der höhergelegte, mit Kunststoff beplankte und mit permanentem Allradantrieb ausgestattete Octavia Scout wird vorgestellt.
- 06.2007: Der 1.9 TDI ist mit DPF erhältlich. Das Radio Stream wird mit einer MP3-Funktion ergänzt.
- 11.2007: Škoda bietet mit dem Octavia Combi II 1,6 l CNG erstmals ein Fahrzeug mit bivalentem Antrieb Erdgas/Benzin an.[7]
- 01.2008: Der 2.0 FSI wird teilweise durch den 1.8 TFSI ersetzt. Abbiegelicht und eine silberfarbene Dachreling sind aufpreispflichtig bestellbar.
- 05.2008: Der 2,0 Liter Diesel im Octavia RS ist als erster vom Pumpe-Düse-System auf Common-Rail-Einspritzung umgestellt und kann wahlweise mit Direktschaltgetriebe (DSG) bestellt werden. Alle Motorisierungen sind jetzt mit DSG erhältlich.
- 01.2009: Einführung des Facelift-Modells. Neuerungen sind Xenonscheinwerfer mit Kurvenlicht und Nebelscheinwerfer mit integriertem Tagfahrlicht. Serienmäßig werden die vordere Kopfstützen mit Schleudertraumaschutz ergänzt. Der Innenraum des Octavia RS wird im Design angepasst, in Verbindung mit DSG mit Schaltwippen am neuen Drei-Speichen-Multifunktionslenkrad. Der 1.4 TSI mit 90 kW ersetzt den 1.6 FSI.
- 06.2009: Der 1.9 TDI wird teilweise durch den gleichstarken 1.6 TDI CR ersetzt.
- 02.2010: Der 1.6 MPI mit 75 kW wird durch den 1.2 TSI mit 77 kW ersetzt.
- 05.2010: Der 2.0 TDI mit 103 kW wurde von Pumpe-Düse auf Common-Rail umgestellt.
- 12.2010: Die Ursprungsversion, welche von Frühjahr 2004 bis Anfang 2009 produziert wurde, ist als neuer Octavia Tour bestellbar.[8]
- 09.2011: Umbenennung der Ausstattungsvarianten Classic und Ambiente in Active und Ambition.
- 04.2012: Die Modellvariante Scout wird aus dem Programm genommen.
- 05.2012: Der Octavia Tour wird aus dem Programm genommen.
- 01.2013: Die Baureihe wird durch den Octavia III ersetzt.

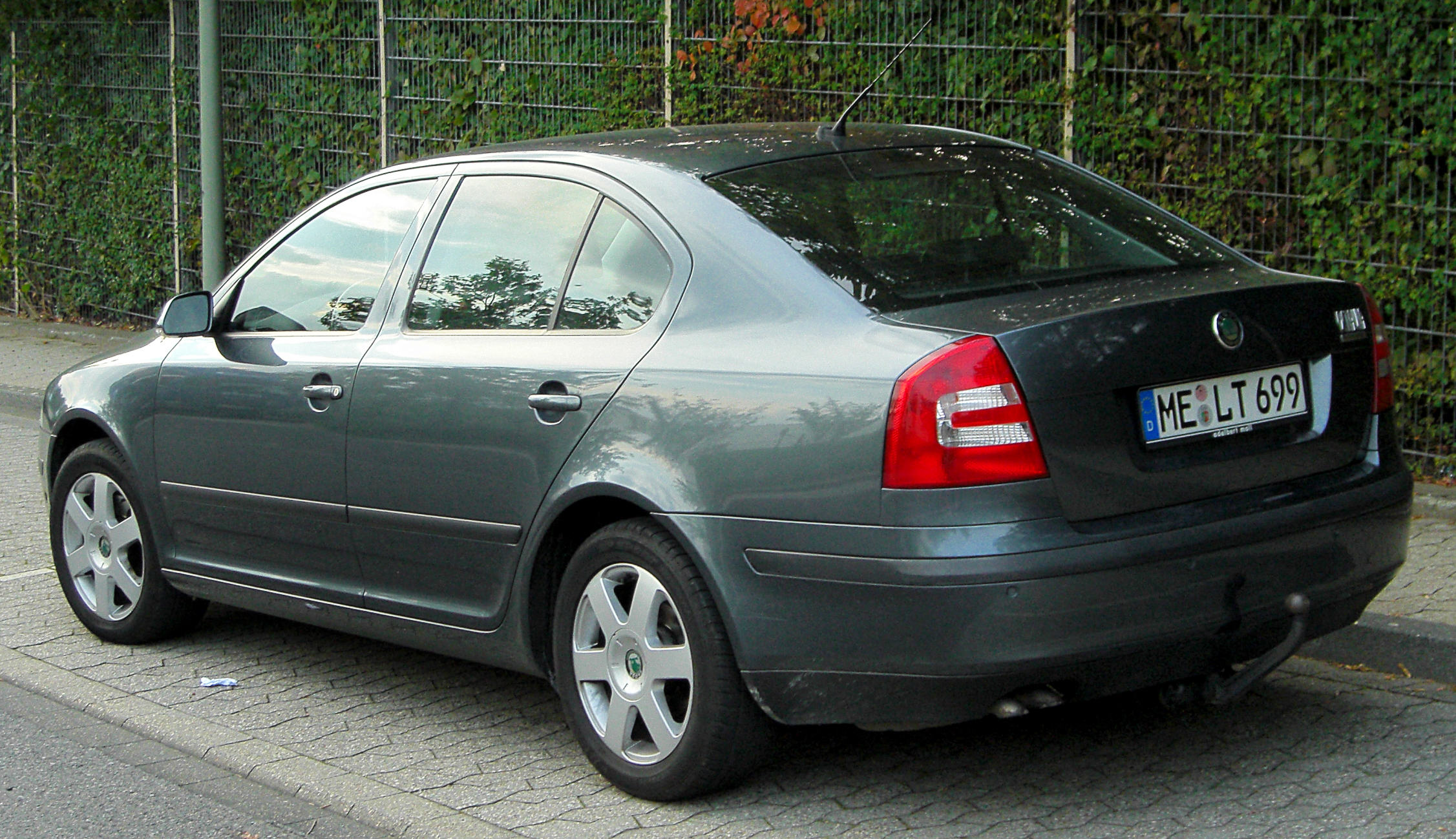
Heckansicht
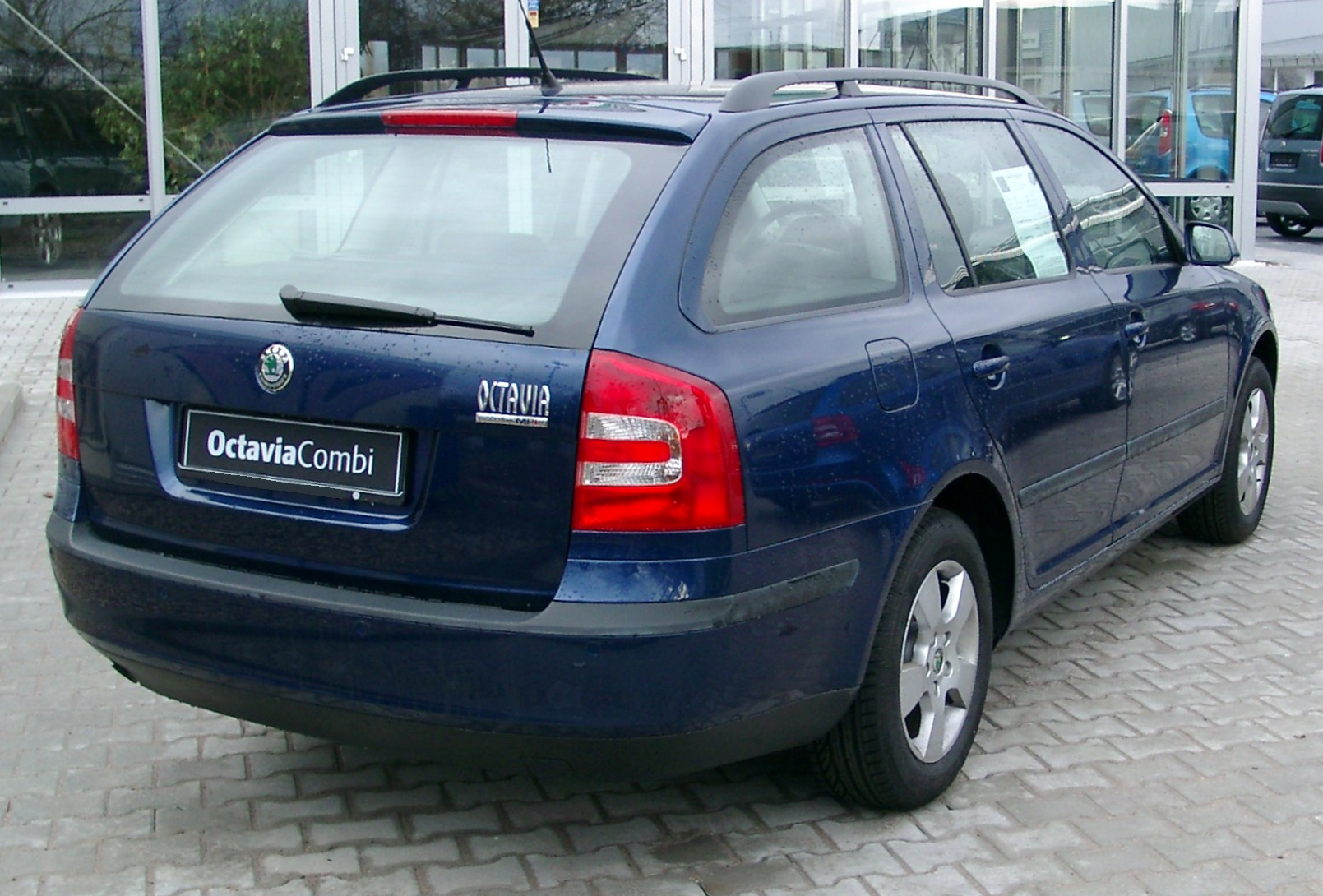
Škoda Octavia Combi (2005–2009)
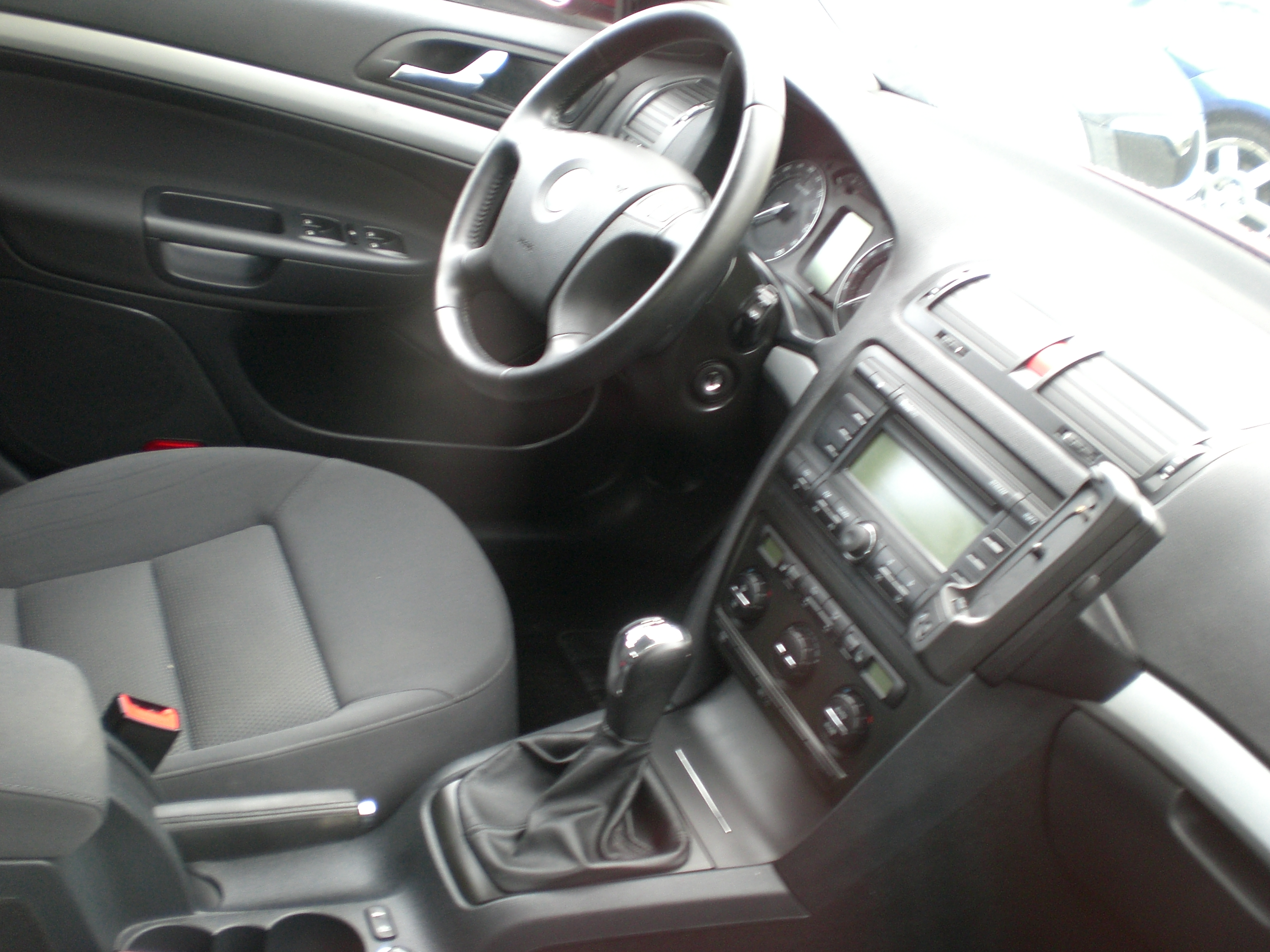
Innenraum

## Motoren
Für den Octavia Combi sind die Motoren 1.8 TSI (118 kW), 2.0 FSI (110 kW), 1.6 TDI (77 kW), 1.9 TDI (77 kW) und 2.0 TDI (103 kW) mit einem Allradantrieb (4x4) erhältlich.

### Ottomotoren
| Modell   | Zylinder/ Ventile pro Zylinder | Hubraum cm³ | Max. Leistung                                          | Max. Drehmoment                         | Verbrauch laut Hersteller | Motorkennung              | Getriebe | Abgasnorm                                | 0-100 km/h | Vmax km/h | Bauzeitraum     |
| -------- | ------------------------------ | ----------- | ------------------------------------------------------ | --------------------------------------- | ------------------------- | ------------------------- | -------- | ---------------------------------------- | ---------- | --------- | --------------- |
| 1.2 TSI  | 4/2                            | 1197        | 77 kW (105 PS) bei 5000/min                            | 175 Nm bei 1550–4100/min                | 5,8 Liter Benzin          | CBZB                      | M6, DSG7 | Euro 5                                   | 10,8 s     | 192 km/h  | 02/2010–01/2013 |
| 1.4 16V  | 4/4                            | 1390        | 55 kW (75 PS) bei 5000/min                             | 126 Nm bei 3800/min                     | 5,5 Liter Benzin          | BCA                       | M5       | Euro 4                                   | 15,5 s     | 170 km/h  | 05/2004–05/2006 |
| 1.4 16V  | 4/4                            | 1390        | 59 kW (80 PS) bei 5000/min                             | 132 Nm bei 3800/min                     | 5,6 Liter Benzin          | BUD                       | M5       | Euro 4                                   | 14,2 s     | 173 km/h  | 05/2006–11/2010 |
| 1.4 16V  | 4/4                            | 1390        | 59 kW (80 PS) bei 5000/min                             | 132 Nm bei 3800/min                     | 5,6 Liter Benzin          | CGGA                      | M5       | Euro 5                                   | 14,2 s     | 173 km/h  | 11/2010–01/2013 |
| 1.4 TSI  | 4/4                            | 1390        | 90 kW (122 PS) bei 5000/min                            | 200 Nm bei 1500–4000/min                | 6,4 Liter Benzin          | CAXA                      | M6, DSG7 | Euro 5                                   | 9,7 s      | 203 km/h  | 11/2008–01/2013 |
| 1.6 MPI  | 4/2                            | 1595        | 75 kW (102 PS) bei 5600/min                            | 148 Nm bei 3800/min                     | 7,2 Liter Benzin          | BGU, BSE, BSF, CCSA, CMXA | M5, A6   | Euro 4/5                                 | 12,3 s     | 190 km/h  | 05/2004–01/2013 |
| 1.6 LPG  | 4/2                            | 1595        | 75 kW (102 PS) bei 5600/min 72 kW (98 PS) bei 5600/min | 148 Nm bei 3800/min 144 Nm bei 3800/min | 7,8 Liter Benzin          | CHGA                      | M5       | Euro 4 (bis 12/2010) Euro 5 (ab 01/2011) | 12,3 s     | 190 km/h  | 08/2009–01/2013 |
| 1.6 FSI  | 4/4                            | 1598        | 85 kW (115 PS) bei 6000/min                            | 155 Nm bei 4000/min                     | 7,6 Liter Benzin          | BLF                       | M5, A6   | Euro 4                                   | 11,2 s     | 198 km/h  | 02/2004–10/2008 |
| 1.8 TSI  | 4/4                            | 1798        | 112 kW (152 PS) bei 4300–6200/min                      | 250 Nm bei 1500–4200/min                | 7,5 Liter Benzin          | CDAB                      | M6, DSG6 | Euro 5                                   | 8,1 s      | 219 km/h  | 03/2009–01/2013 |
| 1.8 TSI  | 4/4                            | 1798        | 118 kW (160 PS) bei 5000–6200/min                      | 250 Nm bei 1500–4200/min                | 7,5 Liter Benzin          | BYJ, BZB                  | M6       | Euro 4                                   | 8,1 s      | 223 km/h  | 04/2007–10/2008 |
| 1.8 TSI  | 4/4                            | 1798        | 118 kW (160 PS) bei 4500–6200/min                      | 250 Nm bei 1500–4500/min                | 7,5 Liter Benzin          | CDAA                      | M6, DSG7 | Euro 5                                   | 7,8 s      | 223 km/h  | 11/2008–01/2013 |
| 2.0 FSI  | 4/4                            | 1984        | 110 kW (150 PS) bei 6000/min                           | 200 Nm bei 3500/min                     | 8,3 Liter Benzin          | BLR, BLX, BVX, BVY        | M6, A6   | Euro 4                                   | 9,3 s      | 213 km/h  | 11/2004–10/2008 |
| 2.0 FSI  | 4/4                            | 1984        | 110 kW (150 PS) bei 5800/min                           | 200 Nm bei 3500/min                     | 8,3 Liter Benzin          | BVZ, BLY                  | M6, A6   | Euro 2                                   | 9,3 s      | 213 km/h  | 11/2004–10/2008 |
| 2.0 TFSI | 4/4                            | 1984        | 147 kW (200 PS) bei 5100–6000/min                      | 280 Nm bei 1800–5000/min                | 7,9 Liter Benzin          | BWA                       | M6       | Euro 4                                   | 7,3 s      | 240 km/h  | 10/2005–10/2008 |
| 2.0 TSI  | 4/4                            | 1984        | 147 kW (200 PS) bei 5100–6000/min                      | 280 Nm bei 1700–5000/min                | 7,9 Liter Benzin          | CAWB, CCZA                | M6, DSG6 | Euro 5                                   | 7,2 s      | 242 km/h  | 11/2008–01/2013 |

1. ↑  Nur für Limousine
2. ↑  Nur für Limousine, ab 01/2009 auch für Combi
3. 1 2 3 4  Beim Benzinbetrieb
4. 1 2  Beim LPG-Betrieb
5. ↑  Nur für einige Exportländer und das Sondermodell FAMILY
6. 1 2 3  Auch als Scout erhältlich
7. 1 2  Ab Modelljahr 2008 nur noch mit Automatikgetriebe und als 4x4 und Scout erhältlich
8. ↑  Für ROZ 95 ausgelegte Version des 2.0 FSI. Nur für einige Exportländer.
9. 1 2  Nur für Octavia RS

### Dieselmotoren
| Modell           | Zylinder/ Ventile pro Zylinder | Hubraum cm³ | Max. Leistung                | Max. Drehmoment          | Verbrauch laut Hersteller | Motorkennung       | Getriebe | Abgasnorm | 0-100 km/h | Vmax km/h | Bauzeitraum     |
| ---------------- | ------------------------------ | ----------- | ---------------------------- | ------------------------ | ------------------------- | ------------------ | -------- | --------- | ---------- | --------- | --------------- |
| 1.6 TDI DPF (CR) | 4/4                            | 1598        | 77 kW (105 PS) bei 4400/min  | 250 Nm bei 1500–2500/min | 4,7 Liter Diesel          | CAYC               | M5, DSG7 | Euro 5    | 11,3 s     | 191 km/h  | 06/2009–01/2013 |
| 1.9 TDI (PD)     | 4/2                            | 1896        | 77 kW (105 PS) bei 4000/min  | 250 Nm bei 1900/min      | 4,9 Liter Diesel          | BJB, BKC, BXE, BLS | M5, DSG6 | Euro 3/4  | 11,8 s     | 192 km/h  | 02/2004–10/2010 |
| 2.0 TDI (PD)     | 4/2                            | 1968        | 77 kW (105 PS) bei 3600/min  | 275 Nm bei 1750–2500/min | 6,2 Liter Diesel          | CHWA               | M6       | Euro 4    |            |           | 11/2008–10/2010 |
| 2.0 TDI (CR)     | 4/4                            | 1968        | 81 kW (110 PS) bei 4200/min  | 250 Nm bei 1500–2500/min | 6,3 Liter Diesel          | CLCA               | M6       | Euro 5    | 11,0 s     | 195 km/h  | 03/2010–01/2013 |
| 2.0 TDI (CR)     | 4/4                            | 1968        | 81 kW (110 PS) bei 4200/min  | 280 Nm bei 1750–2750/min | 6,3 Liter Diesel          | CFHF               | M6       | Euro 5    | 11,6 s     | 189 km/h  | 02/2011–02/2013 |
| 2.0 TDI (PD)     | 4/4                            | 1968        | 100 kW (136 PS) bei 4000/min | 320 Nm bei 1750–2500/min | 6,2 Liter Diesel          | AZV                | M6, DSG6 | Euro 4    | 9,7 s      | 206 km/h  | 02/2004–05/2010 |
| 2.0 TDI (PD)     | 4/4                            | 1968        | 103 kW (140 PS) bei 4000/min | 320 Nm bei 1750–2500/min | 6,3 Liter Diesel          | BKD                | M6, DSG6 | Euro 4    | 9,6 s      | 208 km/h  | 02/2004–05/2010 |
| 2.0 TDI DPF (PD) | 4/2                            | 1968        | 103 kW (140 PS) bei 4000/min | 320 Nm bei 1800–2500/min | 6,3 Liter Diesel          | BMM                | M6, DSG6 | Euro 4    | 9,6 s      | 208 km/h  | 11/2005–05/2010 |
| 2.0 TDI DPF (CR) | 4/4                            | 1968        | 103 kW (140 PS) bei 4200/min | 320 Nm bei 1750–2500/min | 6,0 Liter Diesel          | CFHC               | M6, DSG6 | Euro 5    | 9,5 s      | 211 km/h  | 03/2010–01/2013 |
| 2.0 TDI DPF (PD) | 4/4                            | 1968        | 125 kW (170 PS) bei 4200/min | 350 Nm bei 1800–2500/min | 5,9 Liter Diesel          | BMN                | M6       | Euro 4    | 8,5 s      | 225 km/h  | 04/2006–05/2008 |
| 2.0 TDI DPF (CR) | 4/4                            | 1968        | 125 kW (170 PS) bei 4200/min | 350 Nm bei 1750–2500/min | 5,9 Liter Diesel          | CEGA               | M6, DSG6 | Euro 5    | 8,3 s      | 226 km/h  | 05/2008–01/2013 |

1. 1 2  Beim 4x4 M6
2. ↑  Nur für einige Exportländer
3. ↑  bis 05/2012 nur im Sondermodell FAMILY erhältlich
4. ↑  Nicht auf dem deutschen Markt erhältlich
5. 1 2  Auch als Scout erhältlich
6. ↑  Für einige Exportländer 100 kW (136 PS)
7. 1 2  Nur für Octavia RS
8. 1 2  Für einige Exportländer 120 kW (163 PS)

## Produktionszahlen Škoda Octavia II
Gesamtproduktion Fahrzeuge von 2004 bis 2013 Octavia II.
Von 2004 bis 2010 Parallelfertigung Octavia I und Octavia II.
Von 2012 bis 2013 Parallelfertigung Octavia II und Octavia III.
| Jahr        | 2004        | 2005        | 2006        | 2007        | 2008        | 2009        | 2010        | 2011    | 2012        | 2013        | Summe         |
| ----------- | ----------- | ----------- | ----------- | ----------- | ----------- | ----------- | ----------- | ------- | ----------- | ----------- | ------------- |
| Octavia I   | ca. 140.000 | ca. 70.000  | ca. 69.000  | ca. 72.000  | ca. 77.000  | ca. 44.000  | ca. 42.000  |         |             |             | ca. 514.000   |
| Octavia II  | ca. 41.000  | ca. 176.700 | ca. 200.700 | ca. 247.900 | ca. 278.000 | ca. 250.000 | ca. 315.000 | 402.281 | ca. 406.000 | ca. 100.000 | ca. 2.011.500 |
| Octavia III |             |             |             |             |             |             |             |         | ca. 300     | ca. 256.500 | ca. 256.800   |
| Summe       | 181.067     | 246.781     | 269.774     | 319.893     | 355.037     | 294.020     | 357.142     | 402.281 | 406.360     | 356.471     | 3.188.826     |

## Außenlackierungen
Die erste Farbzeile zeigt die Farben, die nur mit dem normalen Serienfahrzeug bestellt werden können, die zweite Zeile zeigt die Farben, mit denen der Octavia RS bestellt werden kann. Darunter sind auch Farben, die für das Serienfahrzeug verfügbar sind.
| Dynamic Blau | Aqua-Blau Metallic | Lava-Blau Metallic | Arctic-Grün Metallic | Diamant-Silber metallic | Sahara-Beige Metallic | Cappuccino-Beige Metallic | Flamenco-Rot Metallic | Satin-Grau Metallic | Storm-Blau Metallic |

| Candy-Weiß | Corrida-Rot | Sprint-Gelb | Anthrazit-Grau Metallic | Black-Magic Perleffekt | Brilliant-Silber Metallic | Race-Blau Metallic | Platin-Grau Metallic | Rallye-Grün Metallic |

## Facelift
Am 3. Januar 2009 erfolgte der Marktstart der bereits ab Ende 2008 bestellbaren in Aussehen und Technik überarbeiteten Version des Octavia, die Škoda im Oktober 2008 auf der Mondial de l’Automobile in Paris vorstellte.
An der Front wurde die Form der Scheinwerfer, der Nebelleuchten und der Kühlergrill verändert. Außerdem wurde der untere Lufteinlass verschmälert, die Stoßleisten aus schwarzem Kunststoff entfielen. Weiterhin erhielt das überarbeitete Modell größere Außenspiegel und lackierte Seitenschutzleisten. Am Heck wurde das Design der Rückleuchten modifiziert und die Reflektoren befanden sich nun – wie bereits zuvor bei den RS-Modellen – im unteren Teil des nun komplett in Wagenfarbe lackierten Stoßfängers, dessen Form ebenfalls verändert wurde. Des Weiteren standen neue Außenlackierungen und Leichtmetallräder zur Verfügung.
Im Innenraum gab es andere Sitzbezüge und höherwertige Materialien. Ebenfalls verändert wurden die Bedienung der Klimaanlage, die Audioanlage, das Lenkrad und die Instrumententafel. Die Modelle RS und Scout wurden erst im Mai 2009 optisch angepasst.
Als neue Motorisierung gab es den 1.4 TSI mit 90 kW (122 PS), der, wie nun alle TSI-Motoren, mit dem Siebenstufen-DSG (Direktschaltgetriebe) kombiniert werden kann. Ebenso waren optional Xenonscheinwerfer mit Kurvenlicht und serienmäßig vordere Kopfstützen mit Schleudertraumaschutz erhältlich. Es gibt auch eine GreenLine-Version mit einem 1,6-TDI-Motor mit 77 kW.

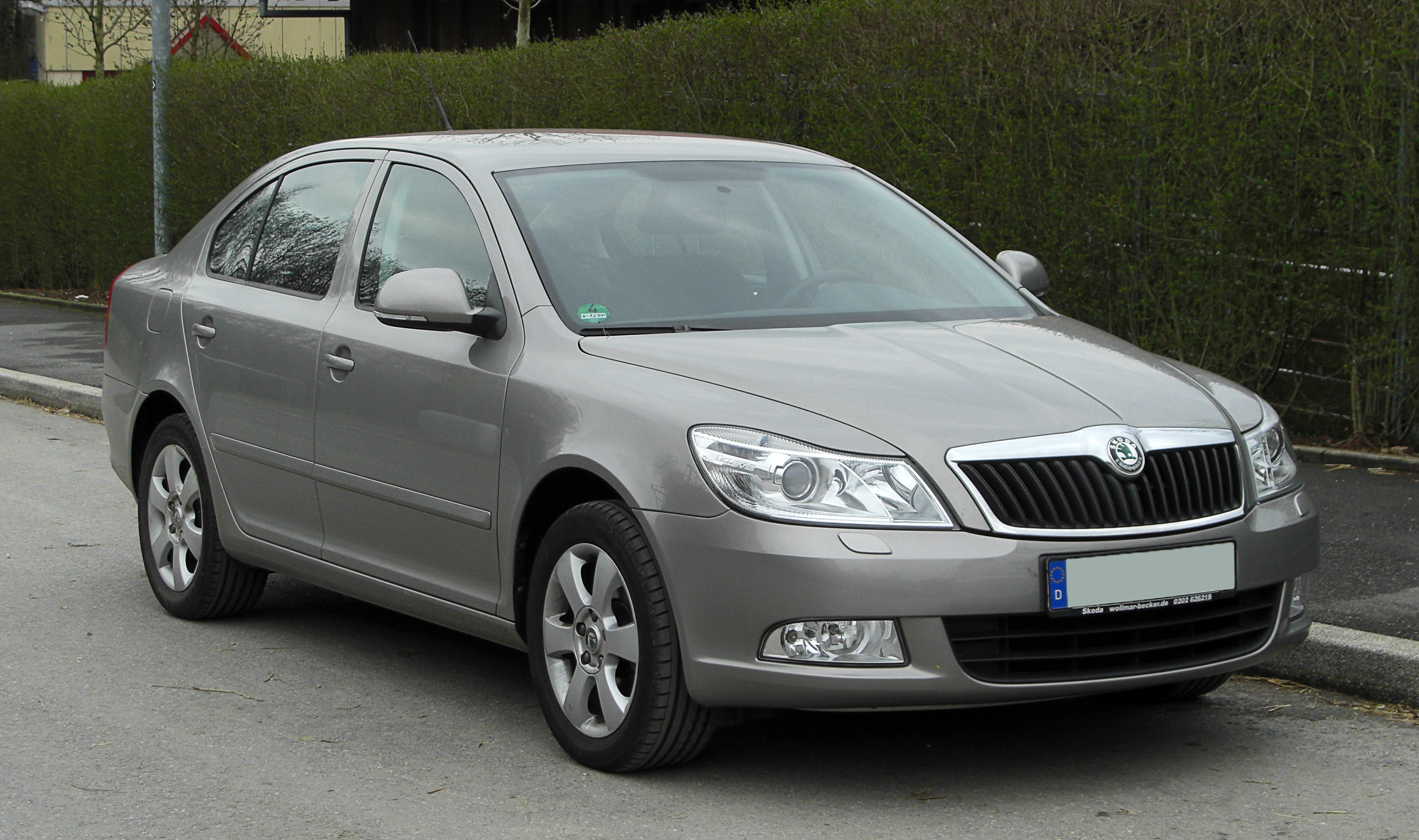
Škoda Octavia Limousine (2009–2012)
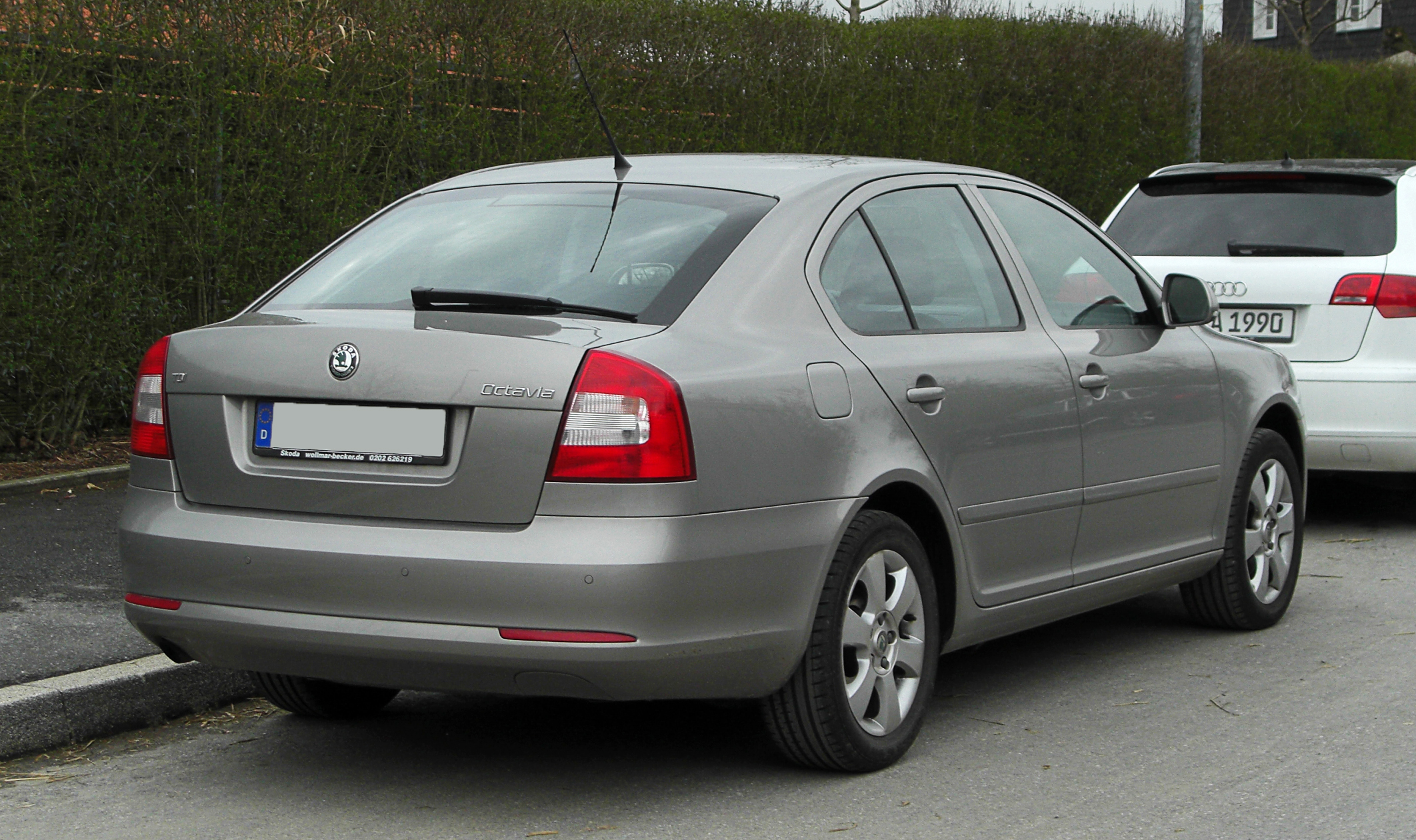
Heckansicht
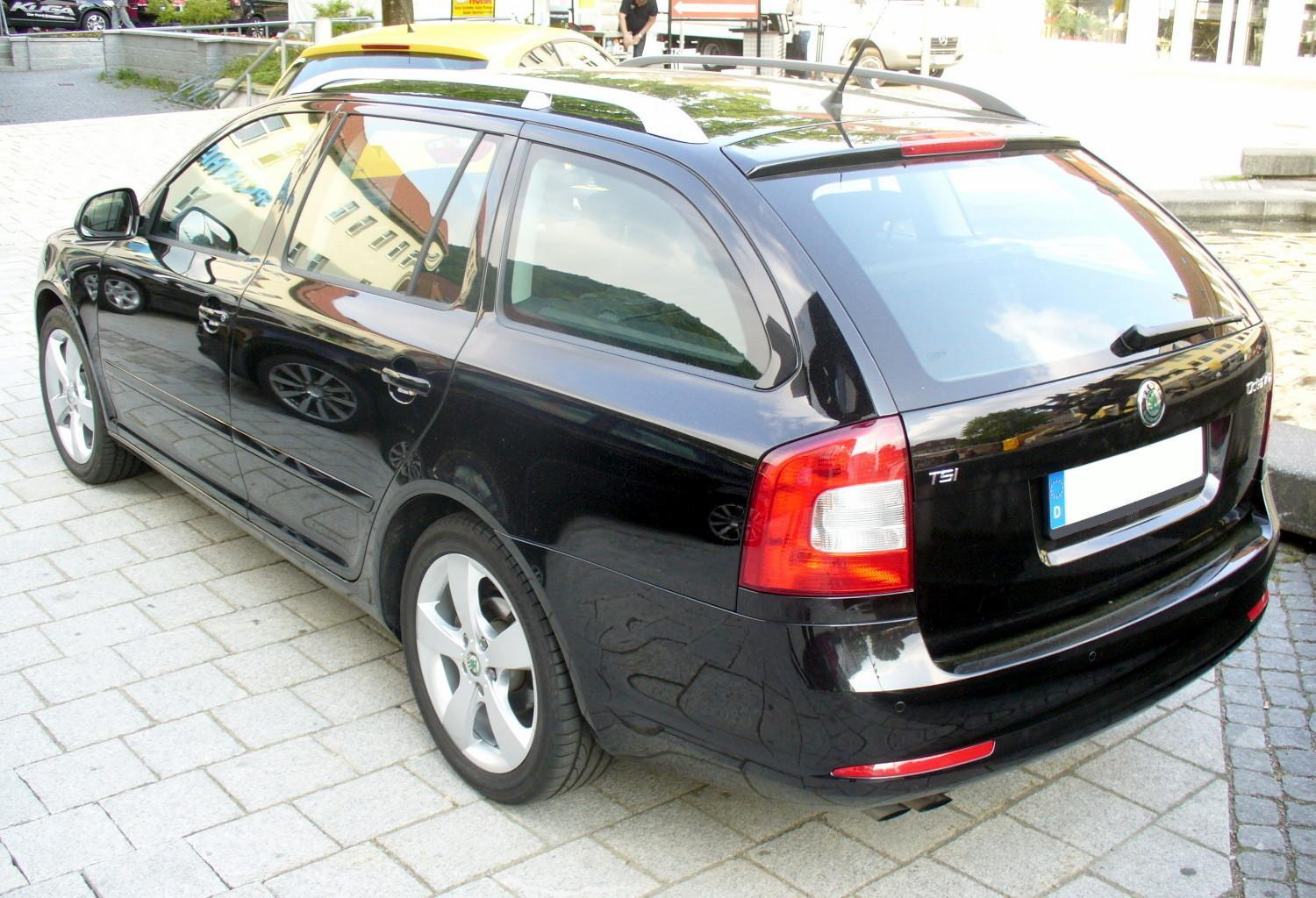
Škoda Octavia Combi (2009–2013)
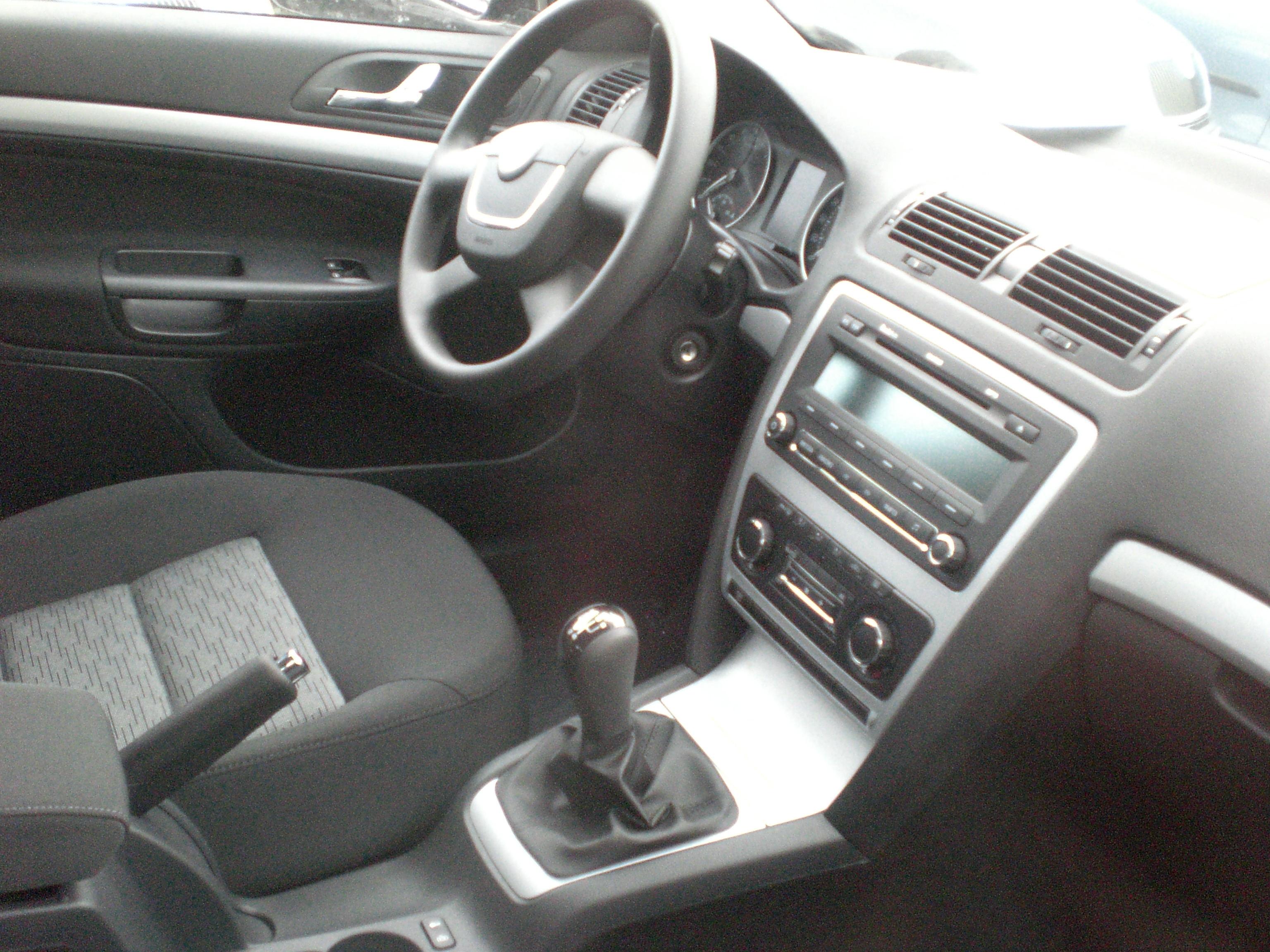
Innenraum

## Octavia RS
Ab September 2005 war der sportlichere Octavia RS, in Großbritannien und Irland vRS, sowohl als Combi als auch als Limousine erhältlich. Die Benzinversion mit 147 kW (200 PS) wurde im August 2006 durch einen Diesel mit 125 kW (170 PS) ergänzt. Unterschiede zum Serienfahrzeug sind die serienmäßigen Xenonscheinwerfer sowie eine geänderte Frontpartie mit größerer Kühlluftöffnung und eine geänderte Heckschürze mit Rückstrahlern. Auf Grund der stärkeren Motorisierung wurden die Bremsscheiben auf 312 mm Durchmesser vergrößert. Der 125-kW-Diesel wurde ab Mitte 2006 als Pumpe-Düse-Motor ausgeliefert und Mitte 2008 durch einen 125-kW-Common-Rail Diesel ersetzt.
Anfang 2009 erlebte der Octavia RS ein Facelift im Innenraum und eine optische Überarbeitung. Die neu gestaltete Klimaanlage Climatronic, die neuen Musiksysteme, sowie die geänderte Tachoeinheit werden übernommen. Zudem findet auch ein neues Dreispeichen-Sportlenkrad Einzug in den Innenraum. In Verbindung mit dem Direktschaltgetriebe (DSG) wird ein Dreispeichen-Multifunktionslenkrad mit Schaltwippen angeboten. Äußerlich wurde insbesondere die Frontpartie, die Schürze und die Leuchten sowie die Spiegel überarbeitet.

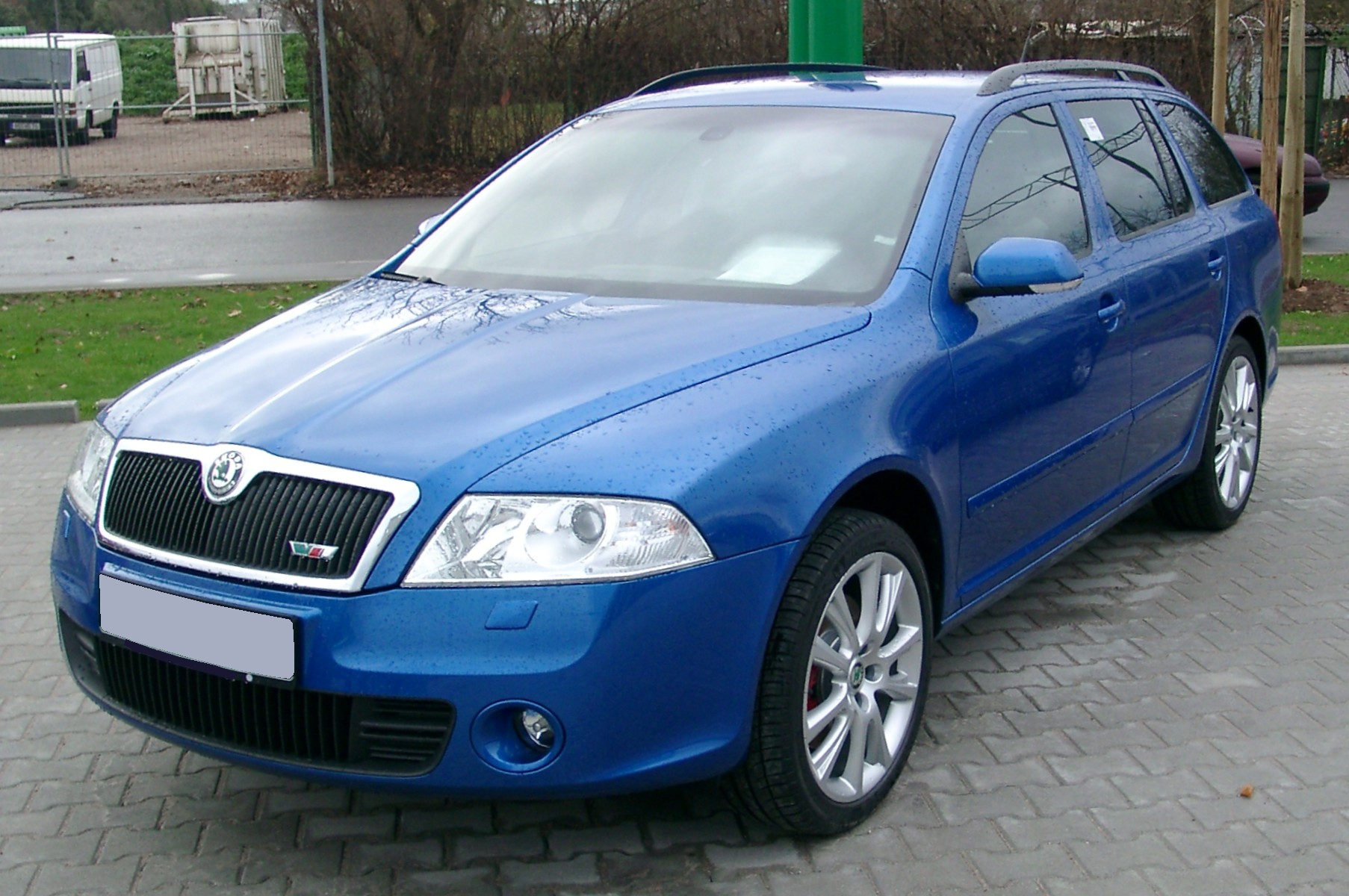
Škoda Octavia RS Combi (2005–2009)
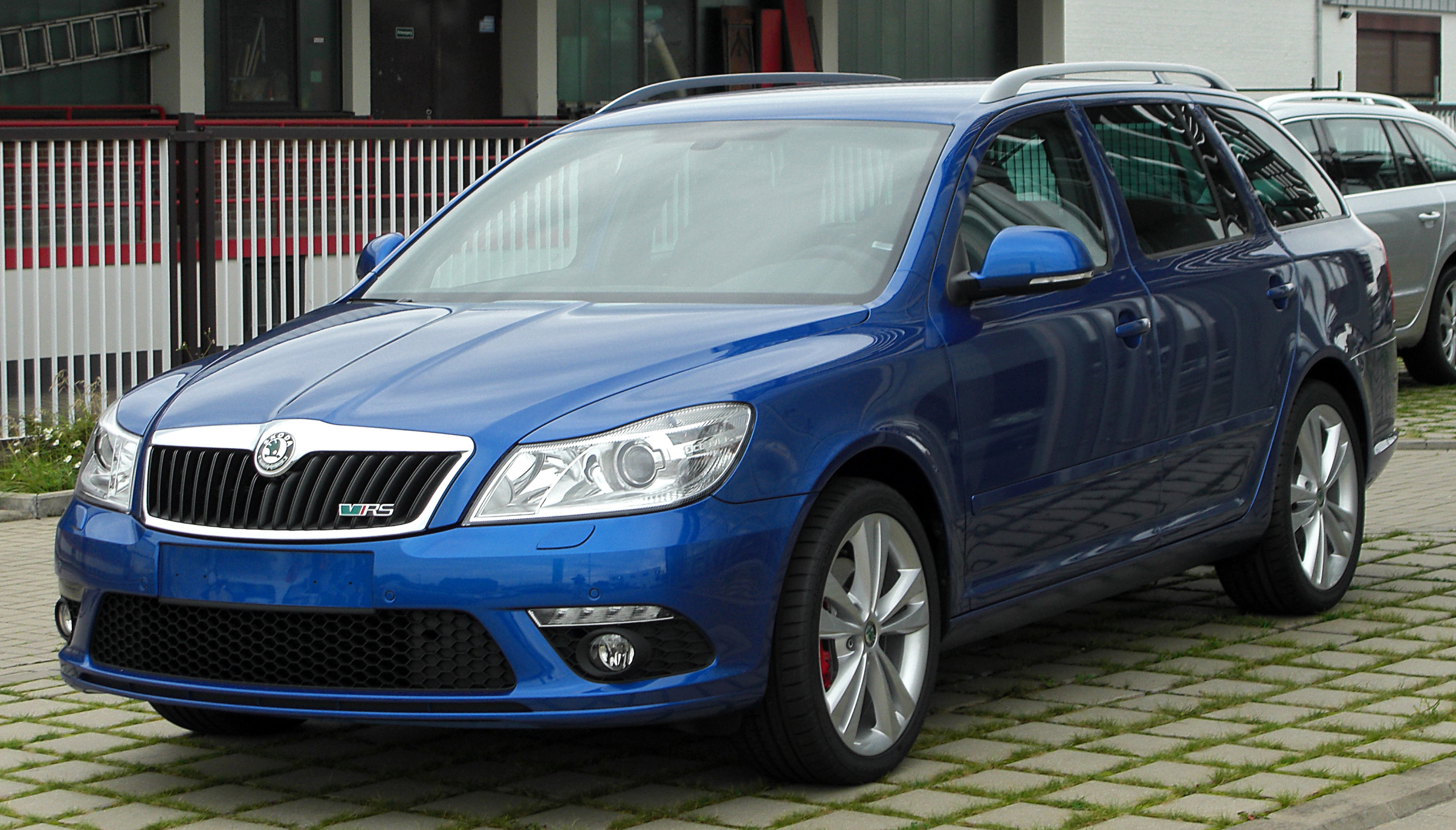
Škoda Octavia RS Combi (2009–2013)
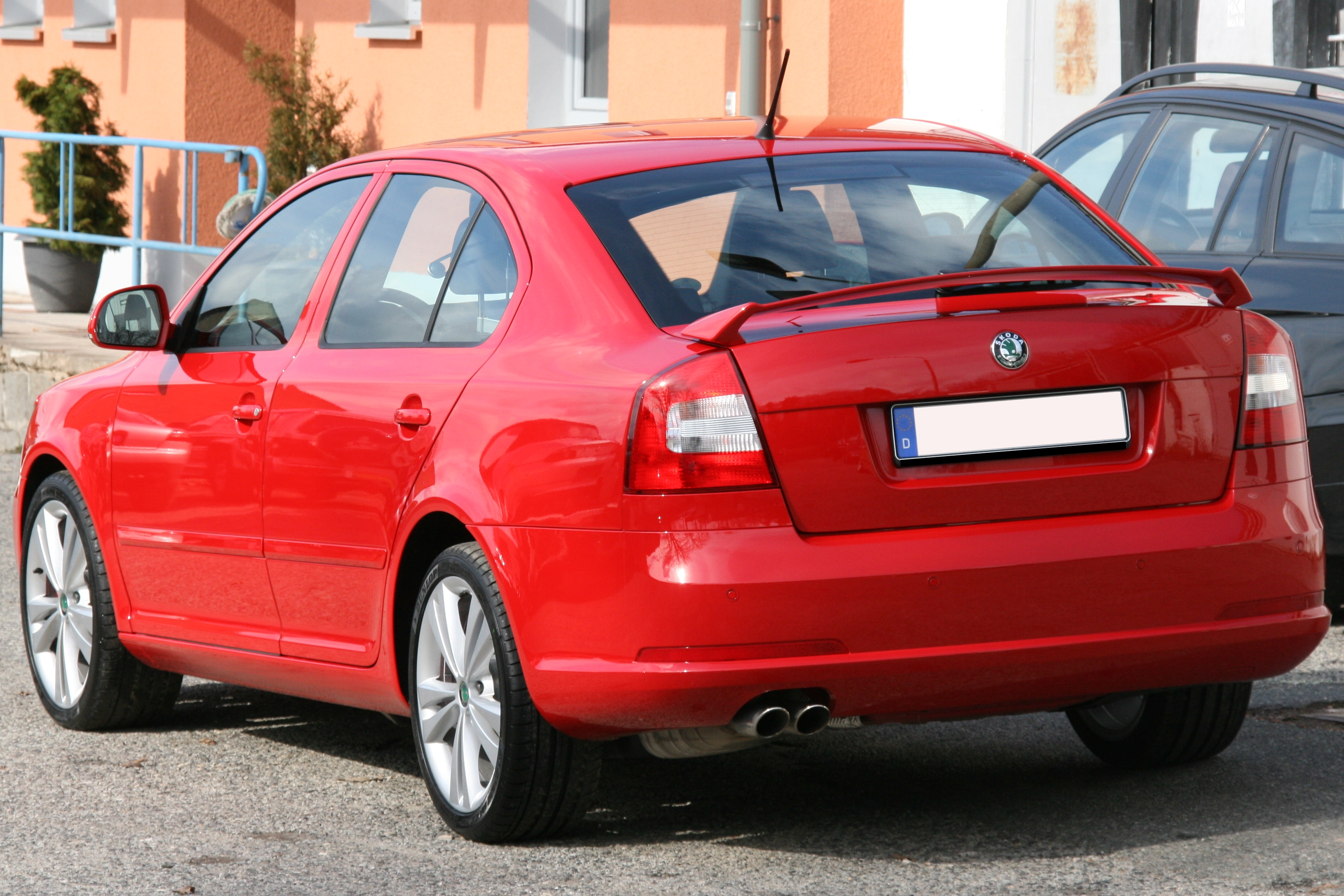
Škoda Octavia RS Limousine (2009–2012)
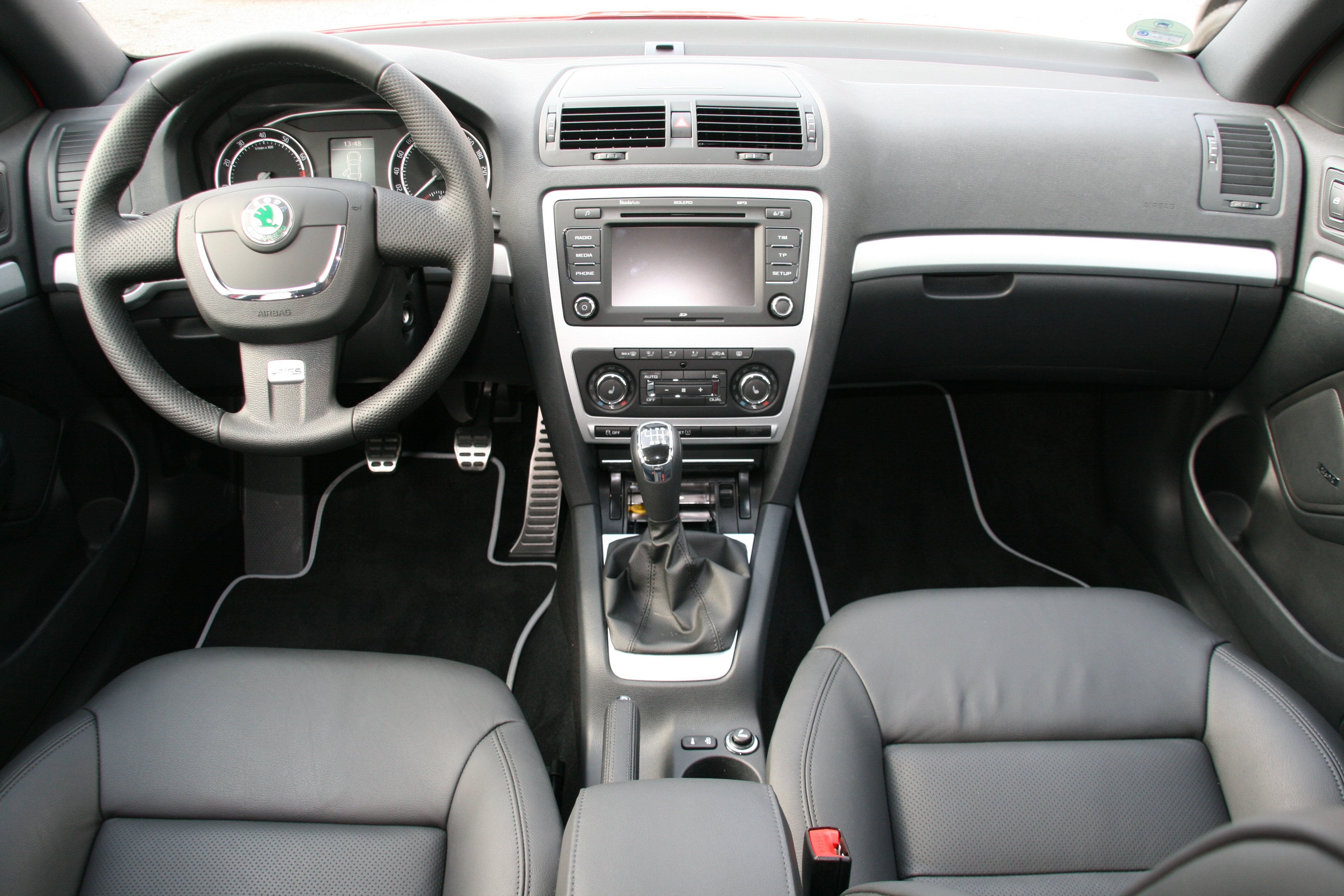
Innenraum und Armaturenbrett

## Octavia Scout
Ab 2007 war mit dem Octavia Scout eine Soft-Offroad-Variante des Octavia im Angebot. Durch Allradantrieb und erhöhte Bodenfreiheit hat er eine bessere Geländetauglichkeit.
Die Karosseriehöherlegung wurde gegenüber dem Octavia 4x4 um weitere vier Zentimeter auf nunmehr 18 cm gesteigert. Die Kraftverteilung auf alle vier Räder erfolgt über eine Haldex-Lamellenkupplung. Diese Antriebseinheit kam auch im Golf V und im Audi A3 zum Einsatz.
Er war mit zwei Benzinmotoren mit 1.8 TSI 118 kW (160 PS) und 2.0 FSI 110 kW (150 PS) sowie mit einem Dieselmotor mit 2.0 TDI 103 kW (140 PS) erhältlich.
Anfang 2009 wurde auch der Octavia Scout überarbeitet und dem aktuellen Markendesign angepasst. Im April 2012 wurde diese Modellvariante eingestellt.

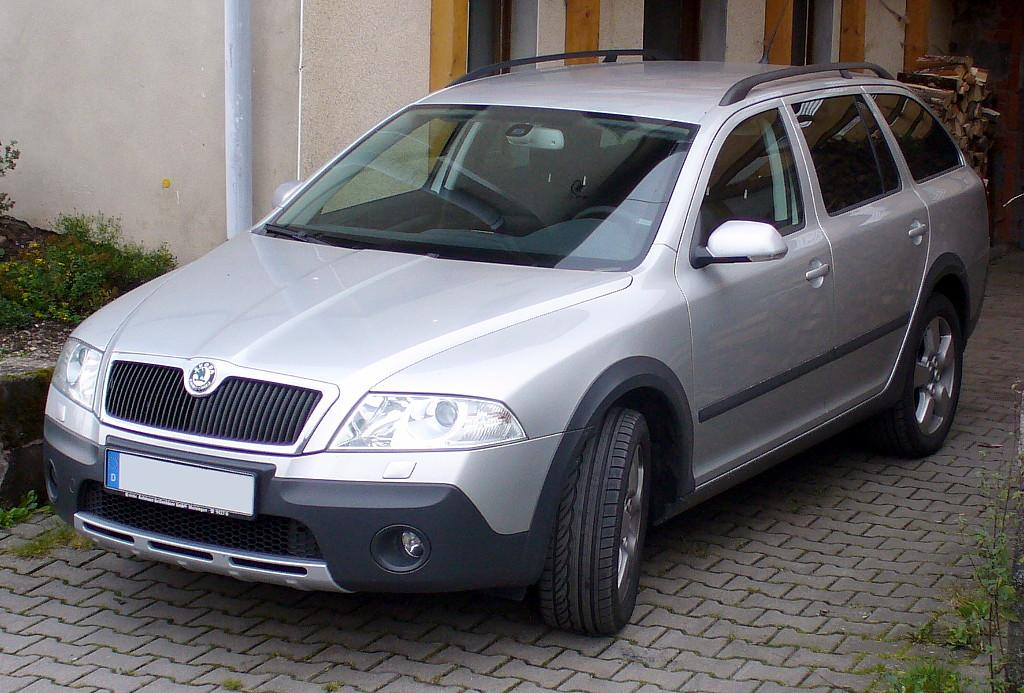
Škoda Octavia Scout (2007–2009)
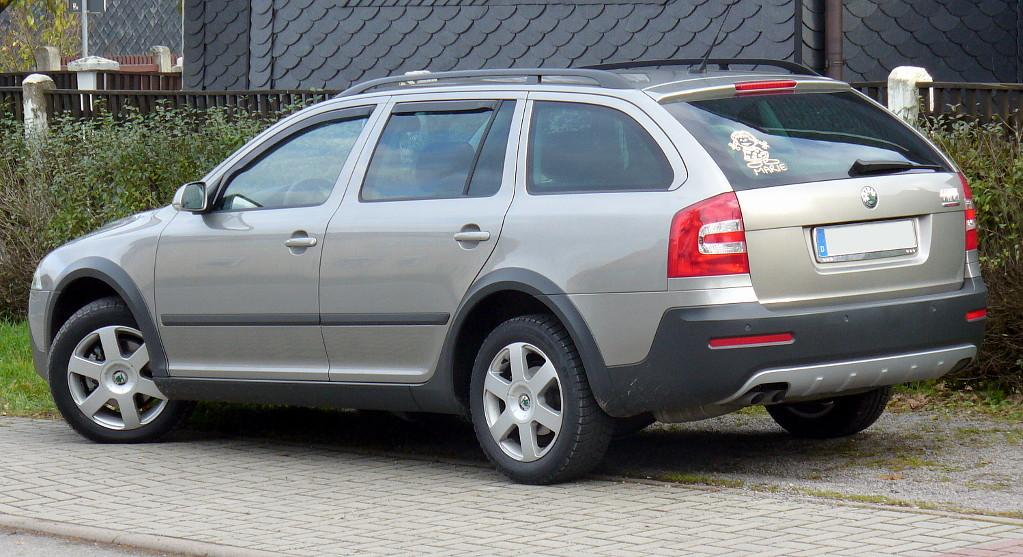
Heckansicht
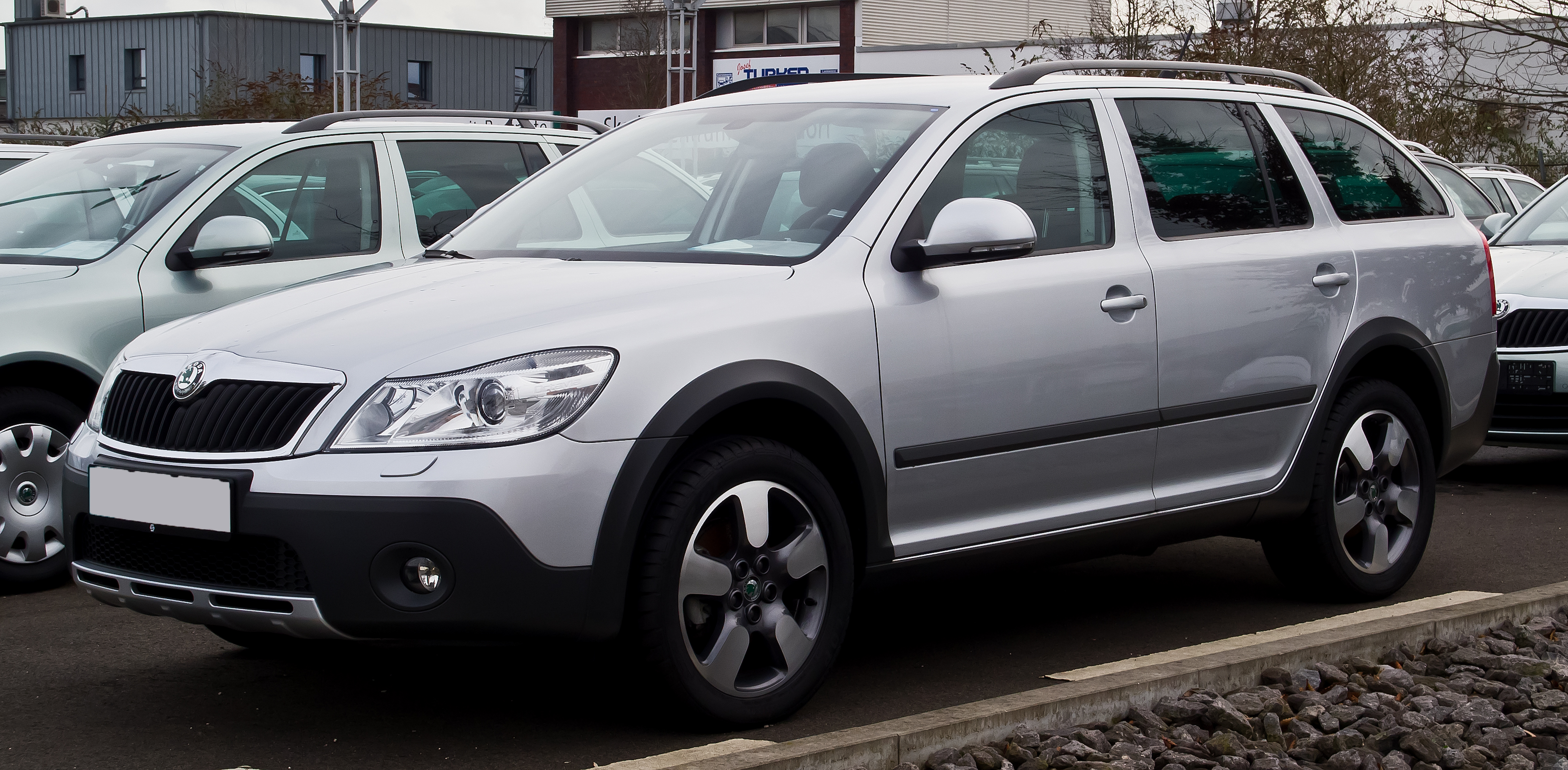
Škoda Octavia Scout (2009–2012)
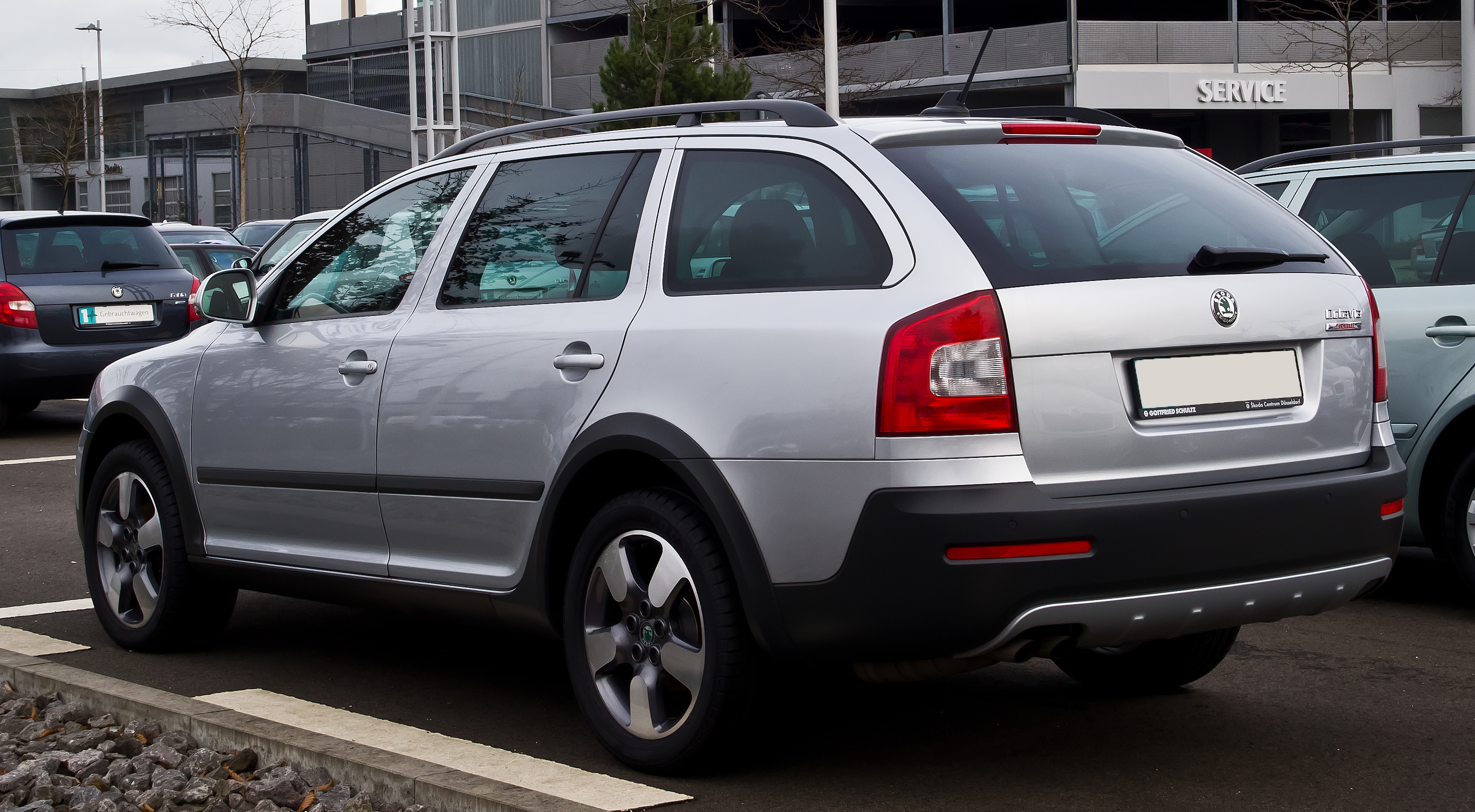
Heckansicht

## Octavia Tour

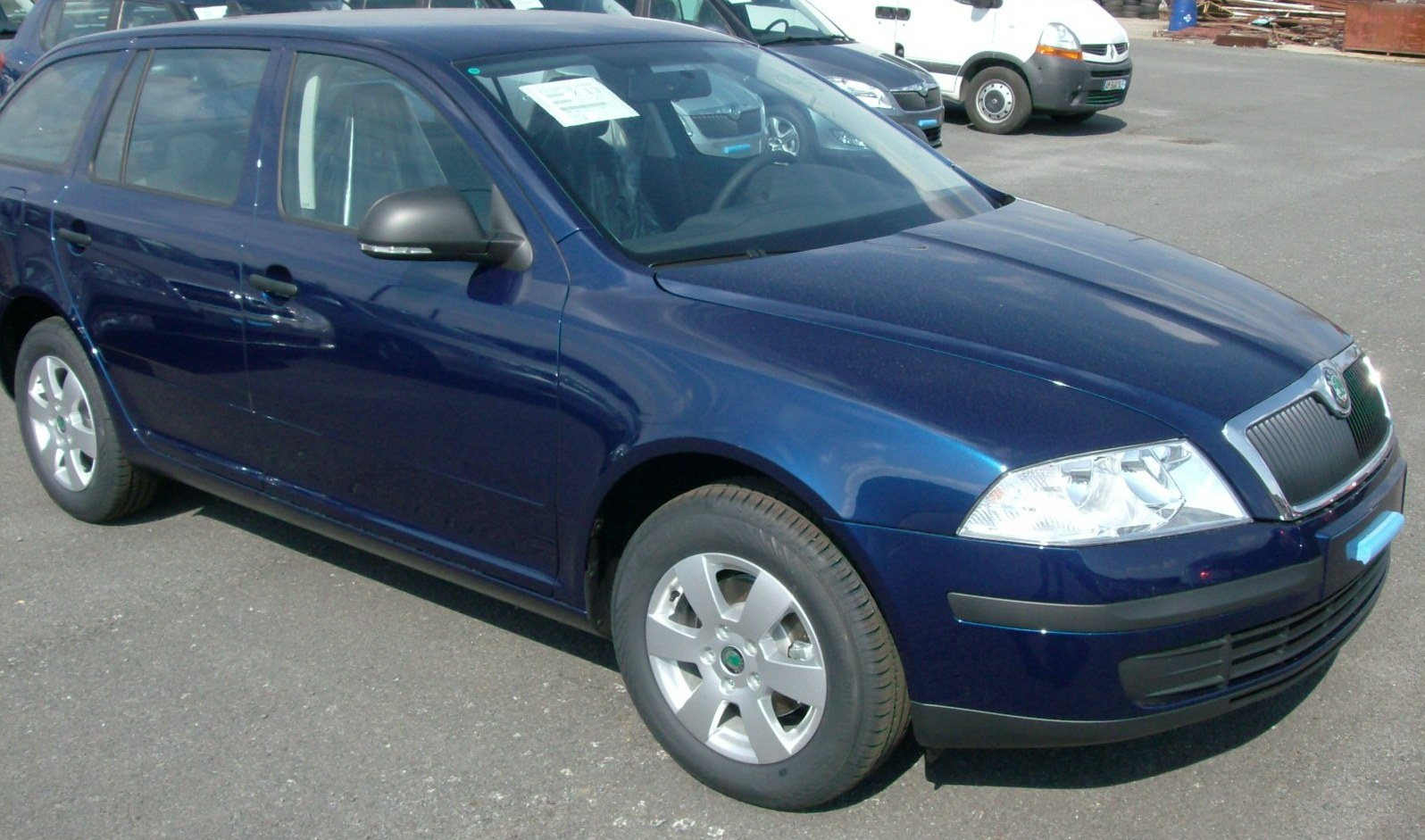
Škoda Octavia Tour (2010–2012)

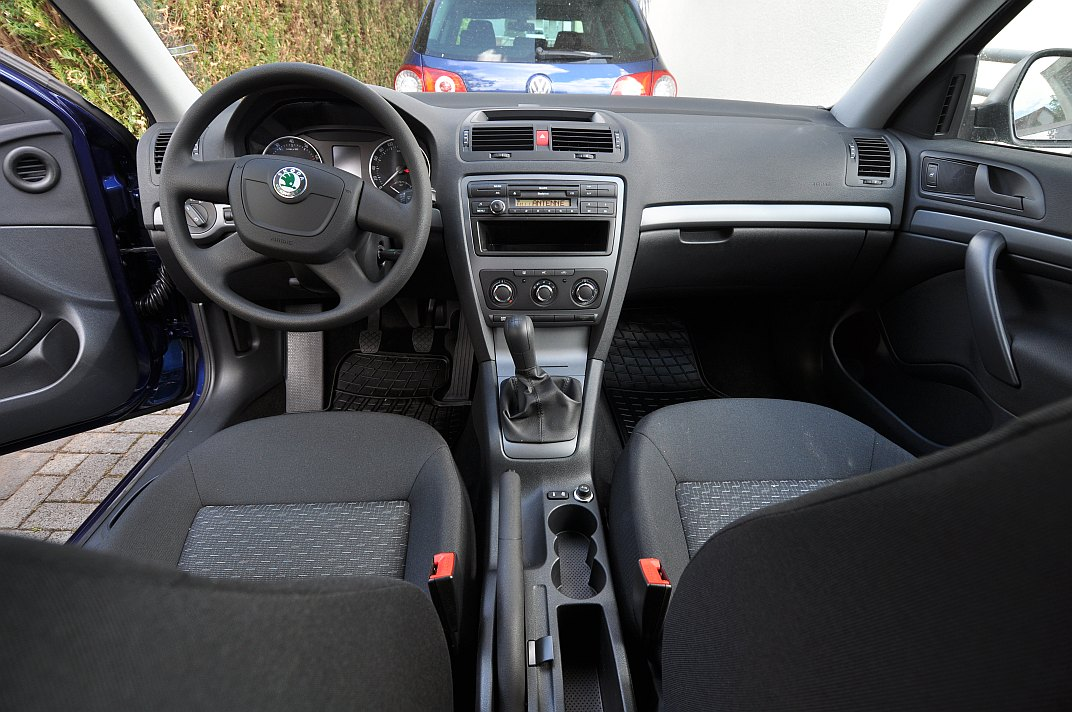
Innenraum des Octavia Tour

Von Ende 2010 bis Mitte 2012 wurde die erste Version der zweiten Generation des Octavia in einigen Ländern (z. B. Tschechien, Slowakei, Polen, Ungarn, Slowenien, Bulgarien) als Tour-Version verkauft. Er galt als Nachfolger des ersten Octavia Tour, welcher parallel bis 2010 mit der neuen Generation produziert wurde.
Der zweite Octavia Tour besitzt die etwas einfachere Innenausstattung des modifizierten Octavia II, wie fehlende Chromapplikationen an Schalthebel, Lenkrad und Türgriffen, sowie eine fehlende Abdeckkappe im oberen Mittelfach des Armaturenbretts, jedoch das bis auf die unlackierten Kunststoffaußenspiegel und -Türgriffe und die fehlenden Seitenschutzleisten gleiche äußere Design der ersten Octavia-II-Versionen. Er war in Europa nur mit 1.4 59 kW (80 PS) und 1.6 75 kW (102 PS) Benzinmotoren erhältlich.
Die Produktion des Octavia Tour II wurde mit Auslauf des Modelljahrs 2012 (KW21/2012) eingestellt. Wie vom damaligen Škoda-Chef Reinhard Jung angekündigt, füllt der Škoda Rapid ab 2013 statt des Tour die Lücke zwischen Škoda Fabia II und dem Škoda Octavia III.

## Octavia Green E Line
Im Jahr 2010 wurde auf dem Pariser Autosalon ein Konzeptfahrzeug mit Elektroantrieb auf Basis des Octavia vorgestellt. Der Hersteller gab an, dass mit den 180 Lithium-Ionen-Zellen eine Reichweite von 140 Kilometern erzielbar sei. Der Akku wiegt 315 Kilogramm und lädt am 230 Volt-Stromnetz acht Stunden. Er treibt einen Motor mit einer Dauerleistung von 60 kW an. Diese kann, falls benötigt, auf 85 kW erweitert werden. Das Aggregat mit einem maximalen Drehmoment von 270 Nm beschleunigt das Fahrzeug von null auf 100 km/h innerhalb von zwölf Sekunden und ist auf eine Höchstgeschwindigkeit von 135 km/h abgeregelt. Das Fahrzeug hat ein schwarzes mit Solarmodulen bedecktes Dach und flache Felgen.